# Yasushi Nakamura

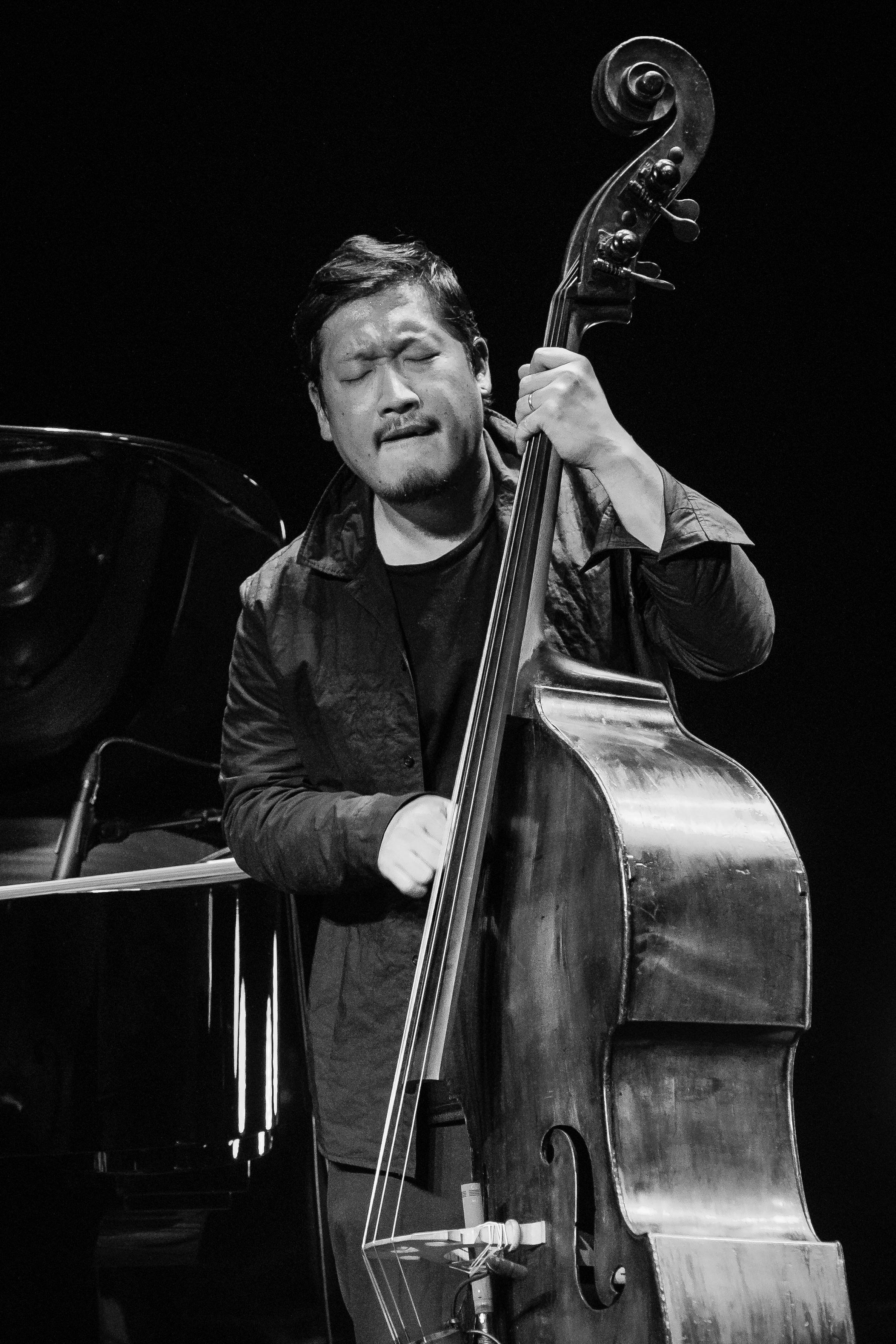
Yasushi Nakamura auf der Bühne in Kongsberg Musikkteater, Kongsberg 2024
Foto von Tore Sætre

Yasushi Nakamura (jap. 中村 恭士, Nakamura Yasushi, * 1982 in Tokyo) ist ein japanischer, in den Vereinigten Staaten lebender Jazzmusiker (Kontrabass) des Modern Jazz.

## Leben
Yasushi Nakamura wuchs in Seattle auf; mit elf Jahren hatte er musikalische Ausbildung auf Klarinette und Tenorsaxophon. Mit 14 Jahren begann er E-Bass zu spielen; bevor er sich darauf für den Kontrabass entschied. In Seattle hatte er Unterricht bei Chuck Deardorf, Doug Miller und Michael Stearns. In dieser Zeit gewann er Auszeichnungen wie den Lionel Hampton Jazz Festival Award und den Louis Armstrong Jazz Award. Nach Abschluss der Newport High School  2000 studierte er Jazz am Berklee College of Music. Dort hatte er Unterricht bei Whit Browne, Hal Crook, Ron Mahdi, John Lockwood und Phil Wilson. Erste Aufnahmen entstanden 2002 mit Christine Fawson (Happy Talk). 2003 erwarb er den Bachelor am Berklee; 2004 setzte er mit Stipendium sein Studium an der New Yorker Juilliard School fort, an der er Unterricht bei Ben Wolfe hatte und 2006 das Artist Diploma in Jazz Studies erwarb.
In den folgenden Jahren arbeitete Nakamura in der New Yorker Jazzszene u. a. mit Michael Dease/Chris Madsen, Barbara Lea/Loren Schoenberg, Sharel Cassity, Carl Allen, Darren Barrett, David Berger, Victor Goines, Wycliffe Gordon, Benny Golson, Jon Hendricks, Eddie Henderson, Hank Jones, John Pizzarelli, Wynton Marsalis, Myron Walden, Frank Wess, Richard Wyands und Jon Irabagon, in den 2010er-Jahren auch mit Marshall Gilkes, Clarence Penn, Dave Douglas, Christian Sands, Tesse Souta, Vincent Herring und Theo Hill. Er tritt regelmäßig in New Yorker Clubs wie Blue Note, Birdland, Jazz at Lincoln Center und im Smalls auf. Im Bereich des Jazz war er zwischen 2002 und 2022 an 60 Aufnahmesessions beteiligt. Zu hören war er u. a. auch im Rudy Royston Trio (Rise of Orion, 2016); 2019 spielte er im Adam Birnbaum Quartet sowie im Lew Tabackin Trio; 2019/20 wirkte er außerdem an Veronica Swifts Album This Bitter Earth mit.